# 261P/Larson
261P/Larson – kometa krótkookresowa, należąca do rodziny komet Jowisza. 

## Odkrycie
Kometa została odkryta 7 czerwca 2005 przez Steve’a Larsona w ramach programu obserwacyjnego Mount Lemmon Survey, po czym została zagubiona. Kometę odnaleźli w 2012 roku N. Howes, G. Sostero i E. Guido.

## Orbita komety i właściwości fizyczne
Orbita komety 261P/Larson ma kształt elipsy o mimośrodzie 0,4. Jej peryhelium znajduje się w odległości 2,2 j.a., aphelium zaś 5,0 j.a. od Słońca. Jej okres obiegu wokół Słońca wynosi 6,8 roku, nachylenie do ekliptyki ma wartość 6,32˚.